# Associação Olímpica de Itabaiana
La Associação Olímpica de Itabaiana o conocido simplemente como Itabaiana es un club de fútbol de la ciudad de Itabaiana, en el estado de Sergipe en Brasil. El club fue fundado el 10 de julio de 1938.

## Historia
El club fue fundado el 10 de julio de 1938 con el nombre Botafogo Sport Club, un nombre que duró apenas tres meses, ya que no tuvo la simpatía de todos los miembros. Así el 6 de octubre de 1938, en una reunión a iniciativa del Sr. Ireneo Pereira de Andrade, el equipo serrano fue renombrado Itabaiana Sport Club. El nombre definitivo del club Associação Olímpica de Itabaiana data desde principios de los años 1950.
Dentro del fútbol profesional destacan sus 10 títulos del Campeonato Sergipano. En participaciones en torneos nacionales, el Itabaina ha estado presente en 5 ediciones del Campeonato Brasileño de Serie A en 1974, 1979, 1980, 1981 y 1982, y en 3 ediciones de la Copa do Brasil 2008, 2009 y 2013.
En la temporada 2024, el club ascendió a Serie C tras perder en semifinales del torneo, (Obviamente quedando entre los 4 primeros) y también ganó el Campeonato Sergipano en 2023.

## Estadio
El equipo disputa sus partidos en el Estadio Presidente Emílio Garrastazu Médici que con una capacidad para 14.000 personas y de propiedad del club. Fue inaugurado el 5 de marzo de 1971 en un partido contra el Grêmio.

## Palmarés
- Títulos estaduales
  - Campeonato Sergipano (11):

1969, 1973, 1978, 1979, 1980, 1981, 1982, 1997, 2005, 2012, 2023
- Copa Governo do Estado de Sergipe: (2):
  - 2006, 2007